# جاموش اولن علیا
جاموش اولن علیا یک روستا در ایران است که در دهستان نقدی واقع شده‌است. جاموش اولن علیا ۲۸ نفر جمعیت دارد.